# Kaidan Restaurant
Kaidan Restaurant (яп. 怪談レストラン Кайдан Рэсуторан) — японский сборник рассказов-ужастиков для детей, иллюстрированный Ёсикадзу Такаи и Кумико Като, выпускаемый издательством Doshinsha.
Сюжет книг был адаптирован студией Toei Animation в аниме-сериал, показ которого прошёл с 13 октября 2009 по 8 июня 2010 года. Он представляет собой нечто вроде антологии страшилок, рассказываемых детьми возле костра, что зрителям в Японии пришлось по душе, и сериал входил в десятку самых рейтинговых программ за неделю.

## Сюжет
Повествование каждой серии начинается с того, что призрак официанта предлагает зрителям «меню», состоящее из трёх мистических историй: своего рода закуска, основное блюдо и десерт. Подобный формат повествования во многом схож с культовым сериалом «Байки из склепа».

## Персонажи

### Основные
- Ако Одзора (яп. 大空 アコ О:дзора Ако)

Сэйю — Рёко Сираиси
Ученица начальной школы Ямадзакура, она первой подружилась с Сё когда мальчик туда поступил. Друзья часто называют её «Анко». Она не слишком увлечена рассказами призрака, но если дело касается каких-либо исторических моментов слушает его очень внимательно. Она выиграла в лотерею телевизор и поездку к морю для своей семьи.
- Сё Комото (яп. 甲本 ショウ Ко:мото Сё:)

Сэйю — Хиро Юки
Переведённый в школу Ямадзакура ученик. Хотя он не особо социально активен, но тем не менее популярен среди девочек. Обожает истории ужасов.
- Рэйко Сакума (яп. 佐久間 レイコ Сакума Рэйко)

Сэйю — Масуми Асано
Староста класса Ако. Считает, что всё сверхъестественное может быть объяснено научным путём.
- Призрачный Гарсон (яп. おばけギャルソン Обакэ но Гарусон)

Сэйю — Хироаки Хирата
Призрак гарсона (официанта), появляющийся в начале и конце каждой серии аниме.

### Второстепенные
- Юма (яп. ゆま Ю:ма)

Сэйю — Ёсихиса Кавахара
- Такума (яп. たくま)

Сэйю — Хисаёси Суганума
- Матико Сэнсэй (яп. まちこ せんせい)

Сэйю — Матико Тоёсима
- Исимото Сэнсэй (яп. いしもと せんせい)
- Мари (яп. まり)

Сэйю — Юко Ядзима
- Мать Ако (яп. あこの おかあさん Ако но Ока:сан)

Сэйю — Аи Маэда
- Отец Ако (яп. あこの おとうさん Ако но Ото:сан)

Сэйю — Кэнтаро Ито
- Бунта Одзора (яп. おおぞら ぶんた О:дзора Бунта)

Сэйю — Фуюка Ора

## Аниме-сериал
| Список серий | Список серий                                                                                 | Список серий         |
| № серии      | Заглавие                                                                                     | Трансляция в Японии  |
| ------------ | -------------------------------------------------------------------------------------------- | -------------------- |
| 1            | Thriller Restaurant «kaidan resutoran» (怪談レストラン)                                      | 13 октября 2009 года |
| 1            | The Kikimora's Puppet «kikiimora ningyou» (キキーモラ人形)                                   | 13 октября 2009 года |
| 1            | She's Gone Forever «itte shimatta onnanoko» (行ってしまった女の子)                           | 13 октября 2009 года |
| 2            | The Cat Goes To School «neko , gakkou he iku» (猫、学校へいく)                               | 20 октября 2009 года |
| 2            | The Path To The Bottomless Pond «chi no fuchi no michi» (池のふちの道)                       | 20 октября 2009 года |
| 2            | Becomes A Flounder «hirame ni nare» (ひらめになれ)                                           | 20 октября 2009 года |
| 3            | Good-bye «ja , baai» (じゃ、バーイ)                                                          | 27 октября 2009 года |
| 3            | The Midnight Princess «mayonaka no oujo» (真夜中の王女)                                      | 27 октября 2009 года |
| 3            | Passenger On A Rainy Night «u no yoru no kyaku» (雨の夜の客)                                 | 27 октября 2009 года |
| 4            | Spirited Away «kami kakushi» (神かくし)                                                      | 10 ноября 2009 года  |
| 4            | The Elder At Well's End «ido no soko nobaasama» (井戸の底のばあさま)                         | 10 ноября 2009 года  |
| 4            | The White Muffler «shiroi mafuraa» (白いマフラー)                                            | 10 ноября 2009 года  |
| 5            | The Wolf's Gaze «ookami nohikaru me» (オオカミのひかる目)                                    | 17 ноября 2009 года  |
| 5            | Grim Reaper Killer «shinigami kiraa» (死神キラー)                                            | 17 ноября 2009 года  |
| 5            | You're Next «tsugihaomaeda» (つぎはおまえだ)                                                 | 17 ноября 2009 года  |
| 6            | Spooky School «kowa i gakkou» (こわーい学校)                                                 | 24 ноября 2009 года  |
| 6            | The House On The Ridge «tougeno ichi ken ie» (とうげの一けん家)                              | 24 ноября 2009 года  |
| 6            | Princess Of The Pot «tsubo himesama» (つぼひめさま)                                          | 24 ноября 2009 года  |
| 7            | Lady Car «kaa obasan» (カーおばさん)                                                         | 1 декабря 2009 года  |
| 7            | Tatty «taachan» (たあちゃん)                                                                 | 1 декабря 2009 года  |
| 7            | Bells From The After-Life «ano yo karano suzu no oto» (あの世からの鈴の音)                   | 1 декабря 2009 года  |
| 8            | Room 31 «31 goushitsu» (31号室)                                                              | 8 декабря 2009 года  |
| 8            | Don't Turn Around «furimukuna» (ふりむくな)                                                  | 8 декабря 2009 года  |
| 8            | The Broken Photocopier «kopii ki kara gikogikogikogiko» (コピー機からギコギコギコギコ)       | 8 декабря 2009 года  |
| 9            | I Saw My Funeral «jibun no soushiki womita» (自分の葬式をみた)                               | 19 января 2010 года  |
| 9            | Gift From The Water Fairy «mizu no sei nookurimono» (水の精のおくりもの)                     | 19 января 2010 года  |
| 9            | My Wife Vanished In Morocco «morokko de kie ta niiduma» (モロッコで消えた新妻)               | 19 января 2010 года  |
| 10           | The Mansion Of Blue Flames «aoi honoo no kan» (青い炎の館)                                   | 26 января 2010 года  |
| 10           | Her Little White House «shiroi ie no shoujo» (白い家の少女)                                  | 26 января 2010 года  |
| 10           | The Ringtone From Beyond «ano yo karano chaku mero» (あの世からの着メロ)                     | 26 января 2010 года  |
| 11           | Whose Coat Is This? «dare no kouto ?» (誰のコート？)                                         | 2 февраля 2010 года  |
| 11           | Monster Mansion «yuurei yashiki» (幽霊屋敷)                                                  | 2 февраля 2010 года  |
| 11           | You've Got A Hand On Your Back «senaka ni teno atoga» (背中に手のあとが)                     | 2 февраля 2010 года  |
| 12           | The Changeling «torikaerareta akachan» (とりかえられた赤ちゃん)                              | 9 февраля 2010 года  |
| 12           | Let's Go Together «isshoniikou» (いっしょにいこう)                                           | 9 февраля 2010 года  |
| 12           | Eye Spy A Heated Table «shokudou nokotatsu» (食堂のこたつ)                                   | 9 февраля 2010 года  |
| 13           | Path Of The Dead «mouja michi» (亡者道)                                                      | 16 февраля 2010 года |
| 13           | Mirror From The sea «umi nitadayotteita kagami» (海にただよっていた鏡)                       | 16 февраля 2010 года |
| 13           | Nailed down At Night «ushi no kizama iri» (丑の刻まいり)                                     | 16 февраля 2010 года |
| 14           | Return My Body! «atash iwo kaeshite !» (あたしをかえして！)                                  | 2 марта 2010 года    |
| 14           | Replay «ripurei» (リプレイ)                                                                  | 2 марта 2010 года    |
| 15           | It's You «omae da» (おまえだ)                                                                | 9 марта 2010 года    |
| 15           | I Can't Dance Without You «hitori de wa odorenai no» (ひとりではおどれないの)                | 9 марта 2010 года    |
| 15           | Empty Seat «kuuseki» (空席)                                                                  | 9 марта 2010 года    |
| 16           | I Like the Hair of People... «suki na hito no kami no ke wo ...» (すきな人の髪の毛を…)       | 13 апреля 2010 года  |
| 16           | Ghost Tunnel «yuurei tonneru» (幽霊トンネル)                                                 | 13 апреля 2010 года  |
| 16           | School Warashi «gakkou warashi» (学校わらし)                                                 | 13 апреля 2010 года  |
| 17           | Test Of Courage «kimodameshi» (きもだめし)                                                   | 20 апреля 2010 года  |
| 17           | Welcome Home! «okaeri , anata !» (おかえり、あなた！)                                        | 20 апреля 2010 года  |
| 17           | Beautiful Palm «sugoi tesou» (すごい手相)                                                    | 20 апреля 2010 года  |
| 18           | Possessed «tsukimono» (憑き物)                                                               | 27 апреля 2010 года  |
| 18           | Rebirth «umarekawari» (生まれ変わり)                                                         | 27 апреля 2010 года  |
| 18           | Loving Ghost «kosodate yuurei» (子育て幽霊)                                                  | 27 апреля 2010 года  |
| 19           | Information that Travelled the World «ano yono tabi no goannai» (あの世の旅のご案内)         | 4 мая 2010 года      |
| 19           | The Devil's Window «akuma no mado» (悪魔の窓)                                                | 4 мая 2010 года      |
| 19           | The Crying Bell «naku tsurigane» (泣くつり鐘)                                                | 4 мая 2010 года      |
| 20           | Mysterious Prophecy TV «yogen terebi no kai» (予言テレビの怪)                                | 11 мая 2010 года     |
| 20           | The Nightmare Continued «akumu no tsuzuki» (悪夢の続き)                                      | 11 мая 2010 года     |
| 21           | That Arm «ude» (うで)                                                                        | 25 мая 2010 года     |
| 21           | One Stormy Night «arashino yoru» (あらしの夜)                                                | 25 мая 2010 года     |
| 22           | Another Teacher «mou hitori no sensei» (もうひとりの先生)                                    | 1 июня 2010 года     |
| 22           | Convenience Store Curses «konbini no noroi guzzu» (コンビニののろいグッズ)                   | 1 июня 2010 года     |
| 23           | Kaidan Restaurant's First Guests «kaidan resutoran saisho no kyaku» (怪談レストラン最初の客) | 8 июня 2010 года     |

- Закрывающая композиция сериала — Lost Boy (исполняет Seamo)